# 6817 Pest
För andra betydelser, se Pest (olika betydelser).
6817 Pest eller 1982 BP2 är en asteroid i huvudbältet som upptäcktes den 20 januari 1982 av den tjeckiske astronomen Antonín Mrkos vid Kleť-observatoriet i Tjeckien. Den är uppkallad efter den tidigare staden Pest.
Asteroiden har en diameter på ungefär 4 kilometer.